# Mark B
Mark B (сокр. Mk. B) — британский средний танк времён Первой мировой войны. 
Разработанный Уолтером Вильсоном и выпущенный в 1918 г., Mk. B получился слишком тяжёлым: мощности 100-сильного двигателя было недостаточно, поэтому скорость танка была ниже, чем у Mk A — 9,6 км/ч. Вооружение располагалось в шаровых установках рубки с ограниченным углом обстрела и в спонсонах. Танк оснащался оборудованием для постановки дымовых завес. Был тесным и очень неудобным в эксплуатации, поэтому никогда не считался хорошим. Всего было построено 45 экземпляров из 450 заказанных, прослужили они до 1925 года. Несколько танков служили в составе экспедиционного английского корпуса и принимали участие в боевых действия на севере России в 1919 г., один из этих танков был захвачен Красной Армией.